# مغز (فیلم ۱۹۶۹)
مغز (به فرانسوی: Le Cerveau) یک فیلم کمدی سرقت به کارگردانی ژرار اوری محصول مشترک فرانسه و ایتالیا است که در سال ۱۹۶۹ منتشر شد.

## بازیگران
- ژان-پل بلموندو
- بورویل
- دیوید نیون
- ایلای والاک
- سیلویا مونتی
- دومینیک زاردی
- تامی دوگن
- ژاک بالوتان
- گی دولورم